# Старе Место (Кошице)
Старе Место (слч. Staré Mesto) је градска четврт Кошица, у округу Кошице I, у Кошичком крају, Словачка Република.

## Становништво
Према подацима о броју становника из 2011. године градско насеље је имало 20.598 становника.